# Joonas Rask
Joonas Rask, född 24 mars 1990 i Nyslott, Södra Savolax, Finland, är en finländsk professionell ishockeyspelare. Rask har tidigare spelat för bland annat HIFK Hockey och Ilves. Från säsongen 2021/2022 spelar Rask för Luleå Hockey.